# Algirdas Bandza
Algirdas Bandza (* 19. März 1957) ist ein litauischer Schachspieler und Schachtrainer.

## Leben
Bandza gewann 1985 die Meisterschaft der Litauischen Sozialistischen Sowjetrepublik (zusammen mit Emilis Šlekys und W. Kozlow) und trägt den Titel eines Internationalen Meisters. Er nahm zweimal am European Club Cup teil, und zwar 2005 mit NSEL Vilnius und 2009 mit VŠŠSM Vilnius. In Deutschland spielte Bandza für den Wiesbadener Schachverein 1885.
Seit 1992 spielt er auch Fernschach, er wurde 2005 zum Internationalen Fernschachmeister (ICCM) ernannt. Bandza arbeitet im Litauischen Kinder- und Jugendzentrum (LVJC) im Vilniusser Stadtteil Šnipiškės als Schachtrainer. Seit 2010 leitet er den LVJC-Schachverein für Kinder im Alter von 6 bis 18 Jahren. 2014 war er Mitarbeiter der Tageszeitung Respublika.
Bandza ist mit Rasa Kartanaitė-Bandzienė verheiratet.